# Fred McDowell
Fred McDowell, fue un cantante y guitarrista de blues, nacido en Rossville, Tennessee, el 12 de enero de 1904. Falleció en Memphis, el 3 de julio de 1972.

## Historial
Aprendió a tocar la guitarra muy tarde, en 1933, debido a la influencia que ejerció Charlie Patton sobre él. Nunca se dedicó profesionalmente a la música, llevando siempre una vida de granjero, tocando sólo los fines de semana y en ocasiones muy especiales. Alan Lomax le grabó, por primera vez, en 1959. La publicación en Rounder de estas grabaciones permitió a McDowell actuar en los principales Festivales y realizar varias giras por Europa. Grabó mucho, para Arhoolie, Testament y Capitol.
Sus padres, que eran agricultores, murieron en su juventud. Comenzó a tocar la guitarra a la edad de 14 años y tocó en bailes alrededor de Rossville. Se trasladó a Memphis en 1926, donde trabajó en un molino, que procesaba algodón para hacer aceite y otros productos. También tenía otros trabajos. En 1928 se trasladó a Misisipi para recoger algodón. Finalmente se estableció en Como, Misisipi, a unos 40 kilómetros al sur de Memphis, en 1940 o 1941 y trabajó constantemente como agricultor, continuando con la música en bailes y pícnics. Inicialmente tocó la guitarra slide, utilizando una navaja y luego un hueso de costilla de carne, más tarde cambió a un tubo de vidrio para obtener un sonido más claro. Tocó con el tubo de vidrio en su dedo anular.
Aunque comúnmente considerado como un cantante de blues de Delta, McDowell puede ser considerado el primer artista de country blues en alcanzar amplio reconocimiento para su trabajo. Músicos de la región montañosa -una zona paralela y al este de la región del Delta- produjeron una versión del blues algo más cercana en estructura a sus raíces africanas. Los discos de McDowell ofrecen vislumbres de los orígenes del estilo, como el dúo Bob y Miles Pratcher, el guitarrista Eli Green, el fife Napoleon Strickland, el armonicista Johnny Woods y los Hunter's Chapel Singers. El estilo de McDowell (o al menos su estética) puede ser escuchado en la música de figuras del Hill country blues como Junior Kimbrough y RL Burnside, quienes a su vez sirvieron como el impulso para la creación del sello discográfico Fat Possum en Oxford, Misisipi en los años noventa.
A partir del creciente interés en el blues y la música folk en los Estados Unidos en los años 50, McDowell fue llevado a una mayor atención pública, comenzando cuando fue grabado en 1959 por Alan Lomax y Shirley Collins. Sus discos eran populares, y a menudo actuaba en festivales y clubes.
McDowell siguió interpretando blues en el estilo del norte del Misisipi como lo había hecho durante décadas, pero a veces actuaba con la guitarra eléctrica en lugar de la guitarra acústica. Mientras declaraba, "yo no toco ningún rock and roll," no tenía ninguna aversión a asociarse con los músicos más jóvenes del rock. Entrenó a Bonnie Raitt en la técnica de la guitarra slide y fue al parecer adulado por la versión directa de los Rolling Stones de su You got to move en su álbum de 1971 Sticky Fingers. En 1965 recorrió Europa con el American Folk Blues Festival, junto con otras legendas del blues como Big Mama Thornton, John Lee Hooker, Buddy Guy, Roosevelt Sykes, y otros.
El álbum de 1969 de McDowell, I Do Not Play No Rock 'n' Roll, grabado en Jackson, Misisipi, y lanzado por Malaco Records, fue su primer álbum con guitarra eléctrica. Contiene partes de una entrevista en la que discute los orígenes del blues y la naturaleza del amor. El último álbum de McDowell, Live in New York (Oblivion Records), fue un concierto de noviembre de 1971 en el Village Gaslight, también conocido como Gaslight Cafe, en el Greenwich Village, Nueva York.
Continuó trabajando en el campo hasta que los derechos de autor cobrados por la grabación de su tema You got to move en el disco Sticky Fingers de los Rolling Stones, le permitieron abrir una gasolinera, en 1971. 
McDowell murió de cáncer en 1972, de 68 años, y fue enterrado en la Iglesia Bautista de Hammond Hill, entre Como y Senatobia, Misisipi. El 6 de agosto de 1993, un monumento fue colocado en su tumba por la Fundación Monte Sion. La ceremonia fue presidida por el promotor de blues Dick Waterman, y el monumento con el retrato de McDowell fue pagado por Bonnie Raitt. La lápida conmemorativa era un reemplazo para una inexacta y dañada (el nombre de McDowell fue deletreado mal). La piedra original fue donada posteriormente por la familia de McDowell al Museo Delta Blues, en Clarksdale, Misisipi.

## Estilo
Su estilo fue muy particular, limitado en técnica y repertorio, repetitivo por tanto, pero muy intenso y brillante, especialmente con el bottleneck.